# マヌエル・O・ロドリゲス
マヌエル・O・ロドリゲス（Manuel O. Rodríguez、1985年1月6日 - ）はパナマ・チトレ出身のプロ野球選手(外野手)。左投左打。

## 経歴
2002年2月にアマチュアFAでアトランタ・ブレーブスと契約しプロ入り。
2004年は、ルーキー級ガルフ・コーストリーグ・ブレーブスで50試合に出場し、打率.251、5本塁打、17打点の成績だった。
2005年は、ルーキー級ダンビル・ブレーブスで65試合に出場し、打率.300、8本塁打、47打点の成績だった。
2006年は、開幕前の3月に第1回WBCのパナマ代表に選出された。この年はA級ローム・ブレーブスで70試合に出場し、打率.258、6本塁打、23打点の成績だった。シーズン終了後の12月7日に自由契約となった。
2007年1月15日にトロント・ブルージェイズと契約した。この年はショートシーズンA級オーバーン・ダブルデイズで73試合に出場し、打率.291、10本塁打、49打点の成績だった。
2008年は、A級ランシング・ラグナッツで100試合に出場し、打率.268、9本塁打、71打点の成績だった。また9月に行われたコパ・アメリカ・デ・ベイスボルのパナマ代表に選出された。
2009年は、A+級ダニーデン・ブルージェイズで105試合に出場し、打率.263、9本塁打、66打点の成績だった。
2010年11月18日にブルージェイズを自由契約となった。
以降は母国パナマのリーグでプレーを続けている。

## 詳細情報

### 代表歴
- 2006 ワールド・ベースボール・クラシック・パナマ代表
- 2008 コパ・アメリカ・デ・ベイスボル パナマ代表